# Kevin
Kevin (/ˈkɛvɪn/) là dạng Anh hoá của tên riêng Caoimhín ([kiːvʲiːnʲ], tiếng Ireland trung cổ: Caoimhghín [kəiṽʲʝiːnʲ], tiếng Ireland sơ cổ: Cóemgein [koiṽʲɣʲinʲ], Latin hoá Coemgenus) dành cho nam giới trong tiếng Ireland, được tạo thành từ tên trong tiếng Ireland caomh (tiếng Ireland sơ cổ cóem) "thân thiết; cao quý" (dear, noble) và -gin (tiếng Ireland sơ cổ gein) "sự ra đời" (birth).
Biến thể Kevan là dạng Anh hoá của Caoimheán, một dạng viết gọn bằng tiếng Ireland.
Phiên bản nữ giới của tên gọi này là Caoimhe (Anh hoá như Keeva hoặc Kweeva).

## Lịch sử
Thánh Kevin (mất năm 618) thành lập tu viện Glendalough tại Vương quốc Leinster ở Ireland vào thế kỷ thứ 6. Được phong thánh vào năm 1903, ngài là một trong những vị thánh quan thầy của Tổng giáo phận Dublin.
Caomhán của Inisheer, thánh quan thầy của Inisheer, quần đảo Aran, được định nghĩa đúng là Cavan hoặc Kevan, nhưng cũng thường được nhắc tới là "Kevin".
Tên gọi này hiếm khi được đặt cho trẻ sơ sinh trước thế kỷ 20, nhưng đã được "chấp nhận rộng rãi trong công đồng nói tiếng Anh" kể từ thời điểm đó, trở nên phổ biến trong suốt thập niên 1950. Sự gia tăng đột ngột của sự phổ biến có thể do sự gắn liền với nam diễn viên Kevin McCarthy, người lần đầu tiên trở nên nổi tiếng với Death of a Salesman (1951). Tại Mỹ, tên gọi này đạt mức độ phổ biến cao nhất vào thứ 11 trong năm 1963. Độ phổ biến rộng rãi của nó đã giảm dần kể từ đó, nhưng tên gọi này vẫn được đặt với tần suất vừa phải, xếp thứ 89 vào năm 2016.   
Tên gọi này cũng có tình trạng tương tự ở Anh, trở nên phổ biến vào thập niên 1950, đạt đỉnh trong thập niên 1960, giảm dần trong các thập niên 1970 và 1980, và rời khỏi top 100 tên riêng phổ biến nhất trong thập niên 1990.
Từ điển tên riêng Oxford cho thấy dạng Anh hoá Kevin có thể chịu ảnh hưởng từ sự chấp nhận tên gọi Kelvin (có nguồn gốc từ tên một con sông) như một tên riêng hiện đại, cũng đạt đỉnh của mức độ phổ biến trong cùng thời gian, mặc dù ở mức độ thấp hơn nhiều (đạt đỉnh ở vị trí 209 tính đến năm 1961 ở Mỹ).
Ngược lại, ở khu vực Châu Âu không nói tiếng Anh, cái tên này đã trở nên phổ biến vào thập niên 1980. 
Tên này đã được giới thiệu đến châu Âu thông qua nền văn hoá đại chúng, và nổi tiếng là cực kỳ phổ biến trong số các bậc cha mẹ ở tầng lớp thấp trong những năm 1980 đến thập niên 2000. 
Cái tên đạt đỉnh điểm rõ rệt vào đầu thập niên 1990, đạt vị trí số 1 tại Pháp trong khoảng 1989–1994, trong khoảng 1991–1992 tại Thuỵ Sĩ và trong năm 1991 tại Đức. Vị trí cao nhất năm 1991 trong khu vực châu Âu nói tiếng Đức đạt được là do sự xuất hiện của bộ phim hài Giáng sinh Ở nhà một mình, được phát hành với tên "Kevin – Allein zu Haus" trong tiếng Đức (được đặt theo tên nhân vật chính "Kevin McCallister", đóng bởi diễn viên 10 tuổi Macaulay Culkin). 
Đặc biệt ở Đức, cái tên này phát triển đến mức nó gắn liền với trạng thái địa vị xã hội thấp, một thái độ phổ biến trong báo chí Đức dựa trên một luận văn thạc sỹ năm 2009 về phản ứng của các giáo viên tiểu học đối với tên của trẻ. "Kevin" hoặc "Kevinismus" bằng tiếng Đức đã trở thành một cụm tốc ký chỉ niềm yêu thích ngắn ngủi cho những cái tên được dựa trên nền văn hóa đại chúng.

## Những người có tên gọi
Trước 1940
Tên này tương đối ít được sử dụng ở các nước nói tiếng Anh trước những năm 1940 và đầu thế kỷ 20 nói chung vẫn liên quan đến những di sản của Ireland.
- Kevin O'Higgins (Caoimhghín Ó hUigín, 1892–1927), chính trị gia người Ireland
- Kevin Danaher (Caoimhín Ó Danachair, 1913–2002), nhà nghiên cứu văn học dân gian người Ireland
- Kevin McCarthy (1914–2010), diễn viên người Mỹ
- Kevin Heinze (1928–2008), người dẫn chương trình người Úc
- Kevin White (1929–2012), thị trưởng Boston trong giai đoạn 1968–1984
- Kevin Abley (sinh 1935), cầu thủ bóng bầu dục kiểu Úc

Thập niên 1940 - 1970
Giai đoạn gia tăng phổ biến đầu tiên ở Mỹ và vương quốc Anh
- Kevin Ayers (1944–2013), người viết ca khúc người Anh
- Kevin Tighe (sinh 1944), diễn viên người Mỹ
- Kevin Kline (sinh 1947), diễn viên người Mỹ
- Kevin Sheedy (sinh 1947), cầu thủ bóng bầu dục kiểu Úc và uỷ viên Huân chương Australia
- Kevin Keegan (sinh 1951), cầu thủ và huẩn luyện viên bóng đá người Anh
- Kevin Macmichael (1951-2002), nhạc sĩ, đồng sáng lập nhóm nhạc pop-rock Cutting Crew
- Kevin Lundberg (sinh 1952), thành viên Thượng viện bang Colorado
- Caoimhghín Ó Caoláin (sinh 1953), chính trị gia người Ireland
- Kevin Nealon (sinh 1953), diễn viên người Mỹ
- Kevin Rowland (sinh 1953), nhạc sĩ và cựu thủ lĩnh ban nhạc Dexys Midnight Runners
- Kevin Warwick (sinh 1954), giáo sư bộ môn điều khiển học người Anh của Đại học Reading
- Kevin Costner (sinh 1955), diễn viên người Mỹ
- Kevin Cogan (sinh 1956), tay đua ô tô người Mỹ
- Kevin Lynch (1956–1981), người theo chủ nghĩa cộng hoà cho Ireland, người tham gia cuộc tuyệt thực của IRA và mất năm 1981
- Kevin McHale (sinh 1957), tuyển thủ bóng rổ người Mỹ
- Kevin Pollak (sinh 1957), diễn viên người Mỹ
- Kevin Rudd (sinh 1957), Thủ tướng thứ 26 của Australia, Bộ trưởng Ngoại giao
- Kevin Von Erich (sinh 1957), đô vật chuyên nghiệp đã nghỉ hưu người Mỹ
- Kevin Archer (sinh 1958), nhạc sĩ người Anh và thành viên Dexy's Midnight Runners
- Kevin Bacon (sinh 1958), diễn viên người Mỹ
- Kevin Carr (sinh 1958), thủ môn bóng đá người Anh
- Kevin Doherty (sinh 1958), đô vật judo người Canada
- Kevin Forster (sinh 1958), vận động viên chạy đường dài người Anh
- Kevin Kilner (sinh 1958), diễn viên người Mỹ
- Kevin Sorbo (sinh 1958), diễn viên người Mỹ
- Kevin Spacey (sinh 1959), diễn viên người Mỹ
- Kevin Nash (sinh 1959), đô vật chuyên nghiệp người Mỹ
- Kevin Robertson (sinh 1959), Water polo player
- Kevin Sheedy (sinh 1959), cầu thủ bóng đá người Ireland
- Kevin Haskins (sinh 1960), tay trống người Anh
- Kevin Anderson (sinh 1960), diễn viên người Mỹ
- Kevin Carter (1960–1994), nhiếp ảnh gia người Nam Phi
- Kevin Neufeld (sinh 1960), vận đông viên rowing người Canada
- Kevin McDonald (sinh 1961), diễn viên điện ảnh và danh hài người Canada
- Kevin J. Anderson (sinh 1962), tác giả khoa học giả tưởng người Mỹ
- Kevin Eastman (sinh 1962), họa sĩ truyện tranh người Mỹ
- Kevin Hayes (Caoimhín Ó hAodha, sinh 1962), tuyển thủ cricket người Anh
- Kevin Richardson (sinh 1962), cựu cầu thủ bóng đá người Anh
- Kevin James LaBrie (sinh 1963), ca sĩ người Canada
- Kevin Lilly (sinh 1963), cầu thủ bóng bầu dục người Mỹ
- Kevin Mitnick (sinh 1963), chuyên gia tư vấn bảo mật máy tính và hacker từng bị bắt giữ
- Kevin Shields (sinh 1963), nhạc sĩ
- Kevin Smith (1963–2002), diễn viên người New Zealand
- Kevin Michael Richardson (sinh 1964), diễn viên lồng tiếng người Mỹ
- Kevin Haverdink (sinh 1965), cầu thủ bóng bầu dục người Mỹ
- Kevin James (sinh 1965), diễn viên
- Kevin Stevens (sinh 1965), tuyển thủ hockey người Mỹ
- Kevin Johnson (sinh 1966), tuyển thủ bóng rổ và chính trị gia người Mỹ
- Kevin Appier (sinh 1967), pitcher người Mỹ
- Kevin Boyles (sinh 1967), tuyển thủ bóng chuyền người Canada
- Kevin Keen (sinh 1967), cầu thủ và huấn luyện viên bóng đá người Anh
- Kevin Carroll (sinh 1969), cầu thủ bóng bầu dục người Mỹ
- Kevin Cheng (sinh 1969), diễn viên người Hồng Kông gốc Mỹ
- Kevin Corrigan (sinh 1969), diễn viên người Mỹ
- Kevin Smith (sinh 1970), nhà biên kịch, sản xuất và đạo diễn người Mỹ
- Kevin Bouie (sinh 1971), cầu thủ bóng bầu dục người Mỹ
- Kevin Richardson (sinh 1971), thành viên ban nhạc Backstreet Boys
- Kevin Mason (sinh 1972), cầu thủ bóng bầu dục người Mỹ
- Kevin McMahon (sinh 1972), vẫn động viên ném tạ dây người Mỹ
- Kevin Ollie (sinh 1972), tuyển thủ bóng rổ người Mỹ
- Kevin Ullyett (sinh 1972), cựu tuyển thủ quần vợt từ Zimbabwe
- Kevin McKidd (sinh 1973), diễn viên điện ảnh người Scotland
- Kevin Muscat (sinh 1973), huấn luyện viên bóng đá người Úc
- Kevin Durand (sinh 1974), diễn viên người Canada
- Kevin Maggs (sinh 1974), cầu thủ bóng bầu dục người Ireland
- Kevin Harvick (sinh 1975), tay đua ô tô người Mỹ
- Kevin Faulk (sinh 1976), cầu thủ bóng bầu dục người Mỹ
- Kevin Garnett (sinh 1976), tuyển thủ bóng rổ người Mỹ
- Kevin Fertig (sinh 1977), đô vật chuyên nghiệp người Mỹ
- Kevin Rose (sinh 1977), người sáng lập của Digg
- Kevin Federline (sinh 1978), vũ công người Mỹ
- Kevin Gregg (sinh 1978), tuyển thủ bóng chày người Mỹ
- Kevin Nadal (sinh 1978), tác giả, giáo sư, nhà hoạt động và diễn viên hài
- Kevin Hart (sinh 1979), diễn viên điện ảnh và danh hài người Mỹ
- Kevin Kuske (sinh 1979), tuyển thủ bobsleigh người Đức
- Hulisani Kevin Mmbara (sinh 1979), lãnh đạo chính trị trẻ người Nam Phi
- Caoimhín Ó Raghallaigh (sinh 1979), người chơi vĩ cầm người Ireland
- Kevin Ray Underwood (sinh 1979), kẻ giết người bị kết tội
- Kevin Youkilis (sinh 1979), tuyển thủ bóng chày người Mỹ

Thập niên 1980 - 1990
Sự suy giảm dần trong nền văn hoá đại chúng và sự nổi lên phổ biến ở khu vực châu Âu không nói tiếng Anh
- Kevin Pietersen (sinh 1980), tuyển thủ cricket người Anh
- Kevin Simm (sinh 1980), ca sĩ, người viết bài hát và nhạc sĩ người Anh từng là thành viên nhóm nhạc pop Liberty X
- Kevin Sinfield (sinh 1980), cầu thủ bóng bầu dục người Anh và đội trưởng hiện tại của Leeds Rhinos
- Kevin Kyle (sinh 1981), cầu thủ bóng đá người Scotland
- Kevin Mitchell (sinh 1981), cầu thủ bóng nước người Canada
- Kevin Frandsen (sinh 1982), tuyển thủ bóng chày chuyên nghiệp người Mỹ
- Kevin Kurányi (sinh 1982), cầu thủ bóng đá người Đức
- Kevin Kingston (sinh 1983), cầu thủ bóng bầu dục người Úc
- Kevin Martin (sinh 1983), tuyển thủ bóng chày người Mỹ
- Kevin Rudolf (sinh 1983), ca sĩ người Mỹ
- Kevin Hayes (sinh 1984), tuyển thủ hurling người Ireland
- Kevin Anderson (sinh 1986), tuyển thủ quần vợt người Nam Phi
- Kevin Bridges (sinh 1986), diễn viên hài người Scotland
- Kevin Lisch (sinh 1986), tuyển thủ bóng rổ người Mỹ
- Kevin Richardson (sinh 1986), cầu thủ running back đại học
- Kevin-Prince Boateng (sinh 1987), cầu thủ bóng đá
- Kevin Carlberg (sinh 1987), nhạc sĩ người Mỹ
- Kevin Jonas (sinh 1987), thành viên ban nhạc Jonas Brothers
- Kevin Durant (sinh 1988), tuyển thủ bóng rổ người Mỹ
- Kevin Love  (sinh 1988), tuyển thủ bóng rổ người Mỹ
- Kévin Reza (sinh 1988), vận động viên đua xe đạp người Pháp
- Kevin Graves (sinh 1989), diễn viên trẻ em người Mỹ
- Kevin Gordon (sinh 1989), cầu thủ bóng bầu dục người Úc
- Kevin Naiqama (sinh 1989), cầu thủ bóng bầu dục người Fiji gốc Úc
- Kevin Nanney (sinh 1989), tuyển thủ chơi game người Mỹ của trò chơi Super Smash Bros. Melee với biệt danh PPMD
- Kevin Pillar (sinh 1989), tuyển thủ bóng chày chơi cho MLB
- Kevin Rolland (sinh 1989), vận động viên trượt tuyết tự do người Pháp
- Kevin Kampl (sinh 1990), cầu thủ bóng đá người Slovenia
- Kevin López (sinh 1990), vận động viên điền kinh người Tây Ban Nha
- Kevin Reynolds (sinh 1990), vận động viên trượt ván nghệ thuật người Canada
- Kevin Abernathy (sinh 1991), biên tập viên người Mỹ và là chủ trò thường xuyên của các chương trình truyền hình trên nền tảng Game Grumps
- Kevin De Bruyne (sinh 1991), cầu thủ bóng đá người Bỉ
- Kevin Galloway (sinh 1991), tuyển thủ bóng rổ người Iraq - Mỹ
- Kevin Newsome (sinh 1991), cầu thủ bóng bầu dục người Mỹ
- Kevin Tumba (sinh 1991), tuyển thủ bóng rổ người Bỉ - Congo
- Kevin Hayes (sinh 1992), tuyển thủ hockey trên băng người Mỹ
- Kevin Magnussen (sinh 1992), tay đua ô tô người Đan Mạch
- Kévin Mayer (sinh 1992), vận động viên 10 môn phối hợp người Pháp
- Kevin Korjus (sinh 1993), tay đua ô tô người Estonia
- Kevin Stewart (sinh 1993), cầu thủ bóng đá người Anh
- Kevin Sitorus (sinh 1994), tuyển thủ bóng rổ người Indonesia
- Kevin Kauber (sinh 1995), cầu thủ bóng đá người Estonia